# Sakarun
Sakarun lub Saharun – długa na około 800 m piaszczysto-żwirowa plaża na północno-zachodnim brzegu chorwackiej wyspy Dugi Otok, nieopodal wsi Veli Rat, Verunić, Soline i Božava. Drobny biały piasek nadaje morzu żywą niebiesko-zieloną barwę. Morze na długości niemal 100 metrów od brzegu jest wciąż bardzo płytkie. Na granicy dozwolonego pływania – tj. w odległości około 250 metrów od brzegu – głębokość wynosi jedynie 3,5 metra. Na plaży istnieją dwa obiekty turystyczne: koktajl bar i gospoda. W okresie letnim z kompleksu hotelowego w Božavie niezależnie od pogody kursuje kolejka. Sama plaża jest niestety zależna od otwartego morza, które wyrzuca na nią różne nieczystości, więc widok puszek, butelek, reklamówek czy wodorostów itp. nie jest rzadkością.